# 捧匡子
捧 匡子（ささげ きょうこ、1969年8月13日 - ）は、埼玉県出身のバドミントン選手。

## 経歴
高校は新潟県の新潟青陵高等学校へと進学、1986年の全国高等学校選抜バドミントン大会で女子シングルスで優勝している。1991年に世界バドミントン選手権大会でベスト16になっている。1992年には初めてバドミントンが正式種目となったバルセロナオリンピックの女子ダブルスに松尾知美とともに出場し、ベスト16になった。